# فالديمار فيليبي
والديمار فيليبي (بالألمانية: Waldemar Philippi)‏ (13 أبريل 1929 - 4 أكتوبر 1990)، كان لاعب كرة قدم ألمانيًا لعب دوليًا مع سارلاند .  

## روابط خارجية
- فالديمار فيليبي على فرق كرة القدم الوطنية.كوم
- فالديمار فيليبي في موقع كرة القدم العالمية.نت